# تصویربرداری پیش‌بالینی
تصویربرداری پیش‌بالینی، تصویربرداری و تصویرسازی از بدن حیوانات زنده برای اهداف پژوهشی، مانند داروپردازی (طراحی دارو) است. مدل‌سازی تصویری، از مدت‌ها پیش، برای پژوهشگران در زمینهٔ مشاهدهٔ تغییرات زیستی موجودات زنده در اندام‌ها، بافت‌ها، سلول‌ها یا در سطح مولکولی، در پاسخ به تغییرات فیزیولوژیکی یا محیطی، بسیار مهم بوده‌است. انواعی از مدل‌سازی تصویری که تهاجمی و تخریبی نبوده و درون‌جانداری هستند، اهمیت بسیاری برای مطالعهٔ جانوران به صورت طولی و از درازا یافته‌اند. به‌طور کلی، این روش‌ها و سامانه‌های تصویربرداری می‌توانند به دو دستهٔ فنون و روش‌های ریخت‌شناختی–کالبدشناختی (مورفولوژیکال–آناتومیکال) و فنون و روش‌های مولکولی تقسیم‌بندی شوند. فنون تصویربرداری زیستی مانند ریزفراصوت با بسامد (فرکانس) بالا (های فری‌کوئنسی میکروآلتراسَوند high-frequency micro-ultrasound)، ام‌آرآی و سی‌تی اسکن، معمولاً برای تصویربرداری کالبدشناختی (آناتومیکال) استفاده می‌شوند و روش‌های تصویربرداری نوری، مانند فلورسنس (fluorescence)، زیست‌تابی (bioluminescence)، مقطع‌نگاری رایانه‌ای تک‌فوتونی (Single-photon emission computed tomography, SPECT) و برش‌نگاری با گسیل پوزیترون (Positron Emission Tomography, PET) معمولاً برای تصویرسازی مولکولی مورد بهره‌برداری قرار می‌گیرند. امروزه، تولیدکنندگان تجهیزات و لوازم تصویربرداری پزشکی، سامانه‌ها و دستگاه‌هایی با قابلیت‌های چندگانه تولید و عرضه می‌کنند که مزیت‌های مدل‌سازی‌های کالبدشناختی (آناتومیکال)، مانند سی‌تی اسکن و ام‌آی‌آر را با تصویربرداری کاربردی و کارکردی نظیر گسیل پوزیترون (PET) و مقطع‌نگاری رایانه‌ای تک‌فوتونی (SPECT) در هم می‌آمیزند. برخی از نمونه‌های این ترکیب فناوری عبارتند از مقطع‌نگاری رایانه‌ای تک‌فوتونی (SPECT)، پت-سی تی و پت-ام آر آی.

## نگارخانه

دستگاه تصویربرداری ریزفراصوت با بسامد بالا. سامانهٔ تصویربرداری میکروآلتراسَوند، ساخت شرکت VisualSonics، مدل Vevo ۲۱۰۰
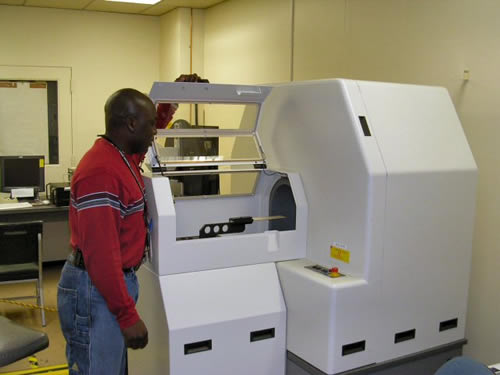
دستگاه سی. تی اسکن میکرو سی. تی
تصویر مدل حجمی رندر شدهٔ جمجمهٔ موش با استفاده از چندین تصویر سی. تی اسکن
تصویر اسکلت موش، تهیه شده با استفاده از روش SPECT
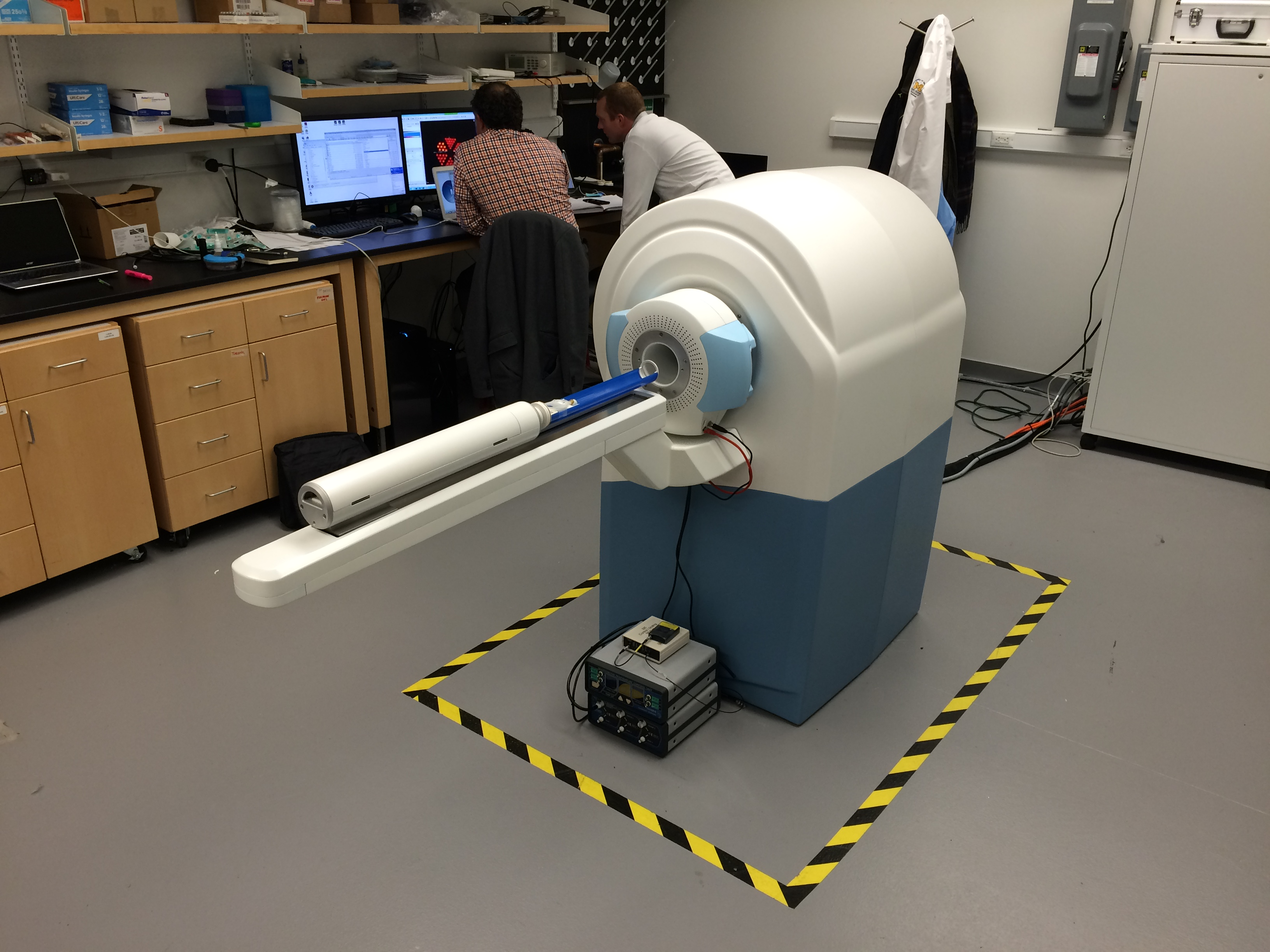
دستگام تصویربرداری پیش‌بالینی ام. آر. آی با قدرت نیروی مغناطیسی ۳ تسلا، مجهز به سامانهٔ PET
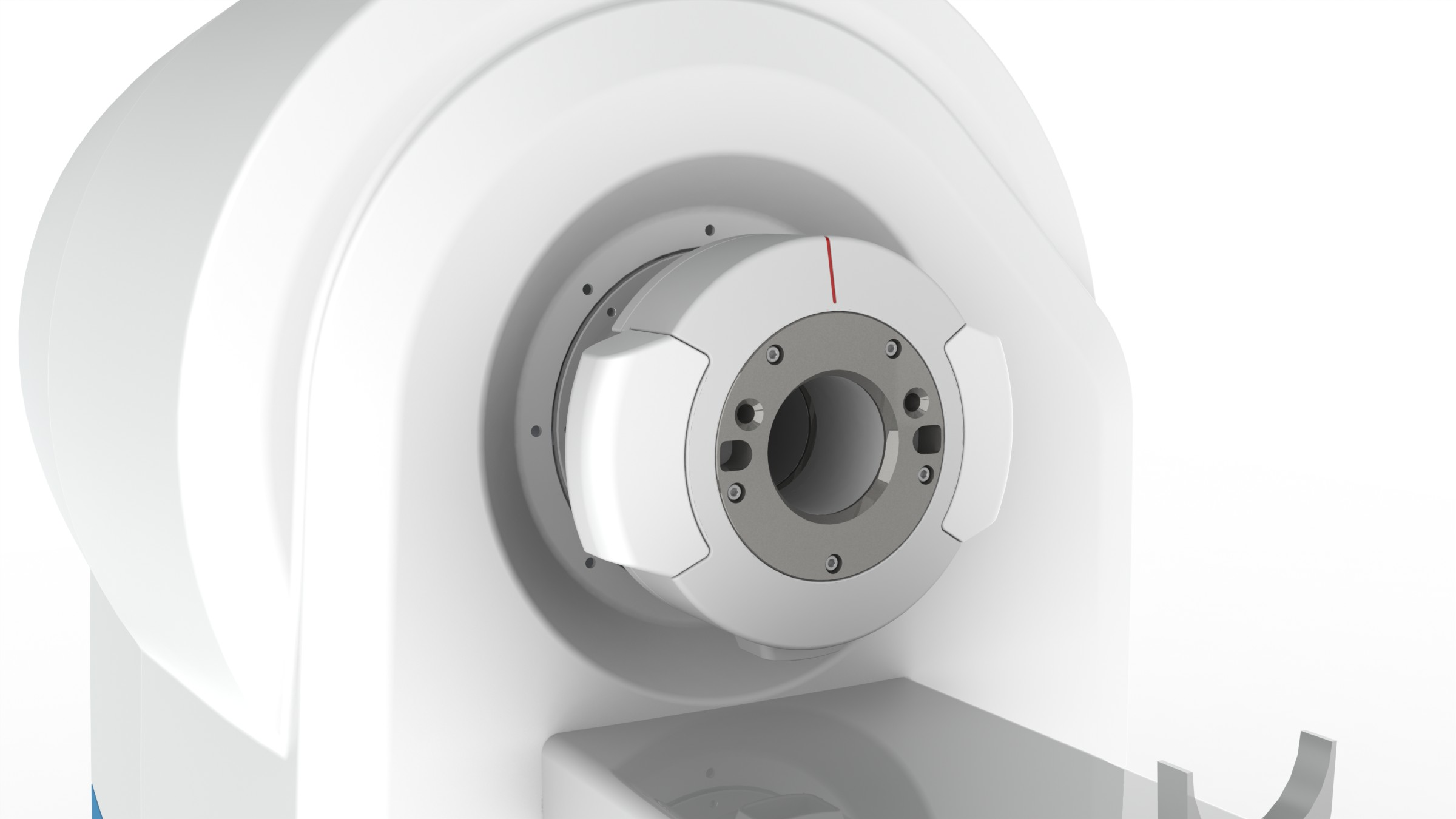
دستگاه تصویربرداری پیش‌بالینی به روش ام. آر. آی، دارای سامانهٔ SPECT

 برای دسترسی به نمای بزرگِ هر نگاره، کافی است اشاره‌گر موشواره (ماوس) را روی آن برده و کلیک کنید.